# Surinaamse Televisie Stichting
De STVS, voluit Surinaamse Televisie Stichting, is een televisieomroep in Suriname die in 1965 werd opgericht en eigendom is van de Surinaamse staat. 
Jaarlijks reikt de STVS de Grantangi Awards uit aan artiesten die zich verdienstelijk hebben gemaakt.

## Geschiedenis
Het plan voor de oprichting van een Surinaamse televisieomroep kwam van Frits Pengel. In de jaren vijftig werkte hij voor de Nederlandse omroep VARA en in 1961 schreef hij een plan om met televisie-uitzendingen in Suriname te beginnen. Het plan bestond vooral uit een betoog dat televisie niet langer voorbestemd was voor geïndustrialiseerde landen. Pengel had geen goede verstandhouding met de toenmalige premier Emanuels en het plan verdween vooralsnog in de ijskast. Dit veranderde toen Jopie Pengel in 1963 aantrad als premier; beiden zijn familie, maar niet nauw verwant. De nieuwe premier had belangstelling voor zijn plan en vroeg Frits Pengel een aanvullend rapport te schrijven. Dit kwam er na een oriëntatiereis naar Curaçao en Trinidad, waar televisie-uitzendingen korte tijd eerder waren begonnen. Uiteindelijk leidde het in februari 1964 tot de oprichting van STVS. Frits Pengel werd tot 1994 de eerste directeur.
De STVS werd gevestigd in de Cultuurtuin, net naast het Suriname Stadion, later het André Kamperveenstadion geheten. Terwijl er op dat moment nog geen straalverbindingen mogelijk waren, was het wel mogelijk om met lange kabels verslag te doen van voetbalwedstrijden in het stadion. In september 1965 was de bouw van het televisiestation afgerond en werd apparatuur van Philips binnengehaald en geïnstalleerd; voor het elektronicaconcern betekende het de aanboring van een nieuwe markt van televisietoestellen. De officiële ingebruikname vond op 20 oktober 1965 plaats. Sindsdien werd er dagelijks uitgezonden. In de loop van de decennia breidde de ontvangst van televisie bij huishoudens in Suriname zich snel uit in verhouding tot de regio. Naast STVS zijn ook commerciële zenders in het bestel toegelaten.

### Aanslag van 1993
In de nacht van 10 op 11 mei 1993 werd een aanslag gepleegd waarbij een handvol gemaskerde bewapende mannen de studio binnendrong en het personeel mishandelde en met dieselolie overgoot. De aanslag gebeurde enkele uren nadat de STVS het debat in het parlement live had uitgezonden, waarin besloten werd de legerleiding te vervangen en Arthy Gorré als nieuwe legeraanvoerder te benoemen. Een van de televisiemedewerkers was er zo slecht aan toe dat hij zich een week nadien nog in het ziekenhuis bevond voor behandeling. Het televisiestation werd in brand gestoken en brandde volledig af.
In Suriname werd geschokt gereageerd; president Venetiaan noemde het een "een extreme vorm van terreur." In december 1993 werd een militair veroordeeld tot vijf jaar gevangenisstraf en werden drie andere veroordeeld tot drieënhalf jaar cel. De opdrachtgever was daarmee nog niet bekend. Wel is duidelijk dat vertrouwelingen van legerleider Desi Bouterse betrokken waren, onder wie zijn voormalig lijfwacht Orlando Brakke. Bouterse had in de maanden ervoor meermaals kritiek op de tv-zender uitgeoefend. Frits Pengel vertelde kort na de aanslag NDP-kopstuk Herrenberg te hebben gebeld met de boodschap: "Henk, de complimenten. Dat heb je grondig aangepakt, want alles is verwoest."

## Programmering

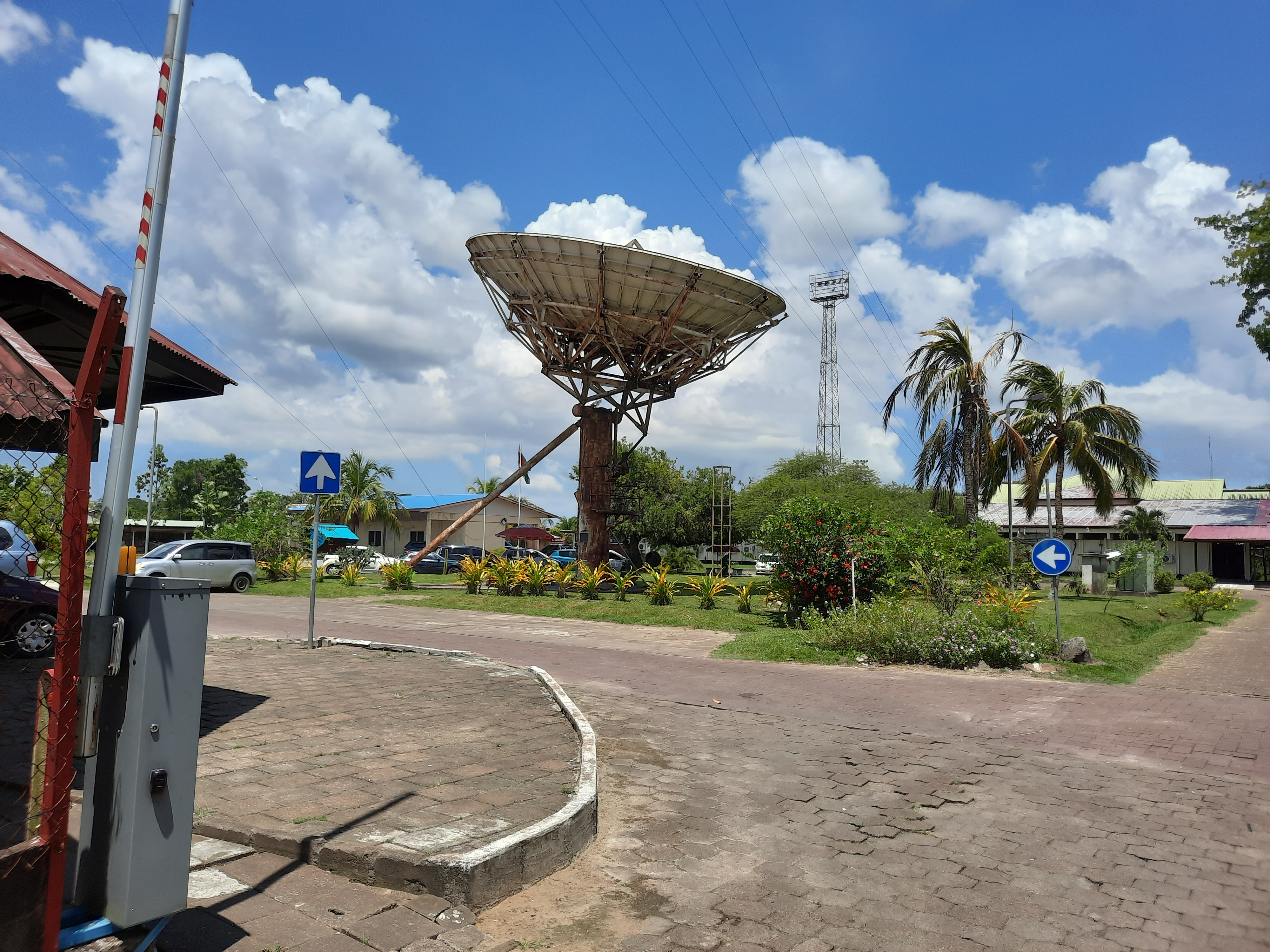
Apparatuur op het terrein van de STVS

Frits Pengel had van 1965 tot 1994 de leiding over de STVS. In zijn laatste jaar gaf hij aan dat de programmering nooit het niveau van de BBC of NOS zou kunnen halen, maar deze liet afhangen van het budget en de beschikbare middelen. De programmering bestond in 1994 voor een deel uit wat er geboden werd, aangevuld met buitenlands nieuws van CNN, regionaal nieuws van de Caribbean Broadcasting Union (CBU), goedkope producties van de Nederlandse televisie en het Duitse TransTel, en Amerikaanse series en films.

### Reorganisatie van 2010
Vier maanden na het aantreden van Desi Bouterse als president van Suriname, op 22 november 2010, werd STVS-directeur Kenneth Oostburg verplicht met verlof gestuurd. Binnen enkele dagen werd de omroep verder gereorganiseerd en werden nog twee topfunctionarissen op non-actief gesteld. Daarnaast werden de reorganisatie van de nieuwsdienst en de fusie van de STVS met het radiostation SRS aangekondigd.
In 2017 stelde de regering-Bouterse II dat ze de STVS en de SRS als overheidskanalen ziet voor communicatie aan de bevolking. Voor het boekjaar 2018 heeft de regering 1,7 miljoen Surinaamse dollar begroot (193.000 euro) voor beide omroepen en het Nationaal Informatie Instituut. Programma's worden van tevoren gescreend om te voorkomen dat er iets "beledigends" in voorkomt. Berichten met een negatieve bejegening van de president worden bijvoorbeeld geweigerd.

## Dagelijkse leiding
De volgende lijst is niet compleet. De dagelijkse leiding van de STVS is achtereenvolgens in handen geweest van:
- 1964-1994: Frits Pengel[1][8]
- 1997: Kenneth Moerlie, waarnemend[15]
- ≤2004-2010: Kenneth Oostburg,[16][10] in 2004 duoleiding met Priet Khedoe[17]
- 2010-2017: Shirley Lackin[2]
- 2017-heden: Steven Rodriguez[2]